# У руках пса (фільм)
«У руках пса» (англ. The Power of the Dog) — драматичний фільм режисерки та сценаристки Джейн Кемпіон за мотивами однойменного роману Томаса Севіджа. У ролях Бенедикт Камбербетч, Кірстен Данст, Джессі Племенс, Коді Сміт-Макфі, Томасін Мак-Кензі та Френсіс Конрой.
Світова прем'єра відбулася на 78-му Венеційському міжнародному кінофестивалі 2 вересня 2021 року. Планувалося, що він вийде обмеженим релізом 17 листопада 2021 року, перед виходом на Netflix 1 грудня.

## У ролях
| Актор               | Роль               |
| ------------------- | ------------------ |
| Бенедикт Камбербетч | Філ Бербанк        |
| Кірстен Данст       | Роуз Гордон        |
| Джессі Племенс      | Джордж Бербенк     |
| Коді Сміт-Макфі     | Пітер Гордон       |
| Томасін Мак-Кензі   | Лола               |
| Френсіс Конрой      | стара леді Бербенк |
| Кіт Керрадайн       | губернатор Едвард  |
| Пітер Керролл       | Гент Бербенк       |
| Адам Біч            | Едвард Наппо       |
| Еліс Енглерт        | Бастер             |

## Виробництво
У травні 2019 року було оголошено, що Джейн Кемпіон напише сценарій та зрежисує фільм з Бенедиктом Камбербетчем та Елізабет Мосс у головних ролях. Пол Дано почав переговори про приєднання до фільму у вересні того ж року. Наступного місяця він був затверджений на роль, а Кірстен Данст замінила Елізабет Мосс. Однак до листопада Дано вибув з проєкту через конфлікти у графіку з Бетменом. На зміну йому прийшов Джессі Племенс. У лютому 2020 року Томасін Мак-Кензі, Коді Сміт-Макфі, Френсіс Конрой, Кіт Керрадайн, Пітер Керролл та Адам Біч приєдналися до акторського складу фільму.
Знімання розпочали у Новій Зеландії 10 січня 2020 року у південному регіоні Отаго, включаючи місто Данідін. Виробництво фільму було припинено через пандемію COVID-19, хоча Камбербетч, Данст і Племенс, як повідомляється, залишалися в Новій Зеландії під час карантину країни. Після того, як для акторів та екіпажу були надані винятки на кордоні, виробництво відновилося 22 червня 2020 року.

## Випуск
Світова прем'єра відбулася на 78-му Венеційському міжнародному кінофестивалі 2 вересня 2021 року, а потім цього ж місяця відбудеться показ спеціальної презентації на Міжнародному кінофестивалі в Торонто 2021 року. Його також покажуть на кінофестивалі в Нью-Йорку 2021 року 1 жовтня 2021 року як центральний показ фестивалю. Планується, що він буде випущений обмеженим релізом у листопаді 2021 року, перед виходом на Netflix 1 грудня 2021 року.
У січні 2022 року стрічка   встановила новий рекорд для Netflix після оголошення переможців премії асоціації кінокритиків Північної Дакоти. Драма узяла головний приз, і таким чином отримала вже 21-шу нагороду у  сезоні. Попередній рекорд належав “Ромі” Альфонсо Куарона, що вийшла у 2018 році.